# こうもり (バレエ)
バレエ『こうもり』（ドイツ語: Die Fledermaus）は、ヨハン・シュトラウス2世が1874年に作曲したオペレッタ『こうもり』をベースに、フランスの振付家ローラン・プティが1979年にバレエ化したもの。フランス語タイトルは、La Chauve-souris。バレエ向きにあらすじは変更されている。

## 登場人物
- ベラ - 子だくさんの主婦。
- ヨハン - 浮気性の夫。
- ウルリヒ - 夫婦の友人。

## あらすじ
5人の子持ちのベラは子育てに忙しい日々を送っている。夫ヨハンは女好きで、夜遊びばかりしている。ある日、夫婦の友人であるウルリヒがプレゼントを持って家を訪ね、みなで食事をする。その夜もヨハンはベラに見向きもせず、こうもりになって夜の街に飛んでいってしまう。ベラに相談されたウルリヒは、ベラにダンスを教え、魅惑的な美女に変身させる。仮面舞踏会に現れた美しい女性が自分の妻であることに気がつかないヨハンはベラを一生懸命に口説く。そこへウルリヒが手配した警察が現れ、ヨハンを暴力容疑で逮捕する。刑務所にいるヨハンのもとへ、美女（実はベラ）が現れ、ヨハンの背中についているこうもりの翼を切り落とし、妻であることを種明かしする。仲直りした2人は華麗な舞で喜びあう。